# Smoothie

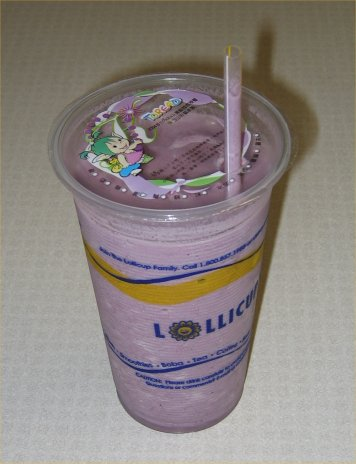
Smoothie de arándano.

Un smoothie (del inglés smooth 'suave') es un batido de fruta comercializado con esta apelación. Es una bebida cremosa no alcohólica preparada a base de trozos y zumos de fruta, concentrados o congelados, mezclados tradicionalmente con productos lácteos, hielo o helado. Sin embargo, tiene una base líquida pudiendo ser entre ellas agua, leche o yogur; hielo y pulpa de fruta.

## Características
Suele tener una consistencia  parecida a un batido pero algo más espeso. Se diferencia principalmente del resto de productos del mismo sector por su cremosidad. Se le suele añadir leche, leche de soja u otras leches vegetales o bien yogur natural para enriquecerlo con proteínas.
Los smoothies industriales contienen trocitos triturados o licuados de varias frutas, a los que se añaden diversos zumos elaborados con deshidratados o concentrados, pudiendo algunos ser naturales. No tiene aditivos que modifiquen su aspecto o su sabor, pero contiene a menudo vitaminas añadidas para compensar la carencia de las que son naturales. La mezcla se tritura y pasteuriza para su conservación, pero el auténtico smoothie se elabora a base de una mezcla de frutas frescas o congeladas, trituradas o licuadas en el momento de consumirlo.[cita requerida] Tradicionalmente, en Estados Unidos el smoothie se consumía mezclado con hielo picado, por lo que era parecido a un granizado natural, pero más cremoso, de ahí su nombre.
Una recomendación para reconocer un verdadero smoothie es que no esté comercializado en envases (tetrapak, vidrio o metal) puesto que significa que ha pasado por un proceso de concentración y evaporización del agua mediante calor, proceso que disminuye rápida y progresivamente su contenido vitamínico. También es importante observar los ingredientes, puesto que se elaboran con numerosos productos alternativos como pulpa, purés, néctares y otros aditivos.

## Historia
El concepto nació en California a finales de los años 1960 junto a un auge de gente que sentía la necesidad del cuidado personal y los gimnasios, las bebidas energéticas y bajas en calorías y grasas. Productos que tuvieron gran auge durante esta época fueron todas las bebidas dietéticas, naturales y ecológicas. Los smoothies fueron una alternativa energética y vitamínica a las bebidas artificiales o los refrescos. 
Las tiendas de alimentos saludables (en:health food store) de la costa oeste de Estados Unidos empezaron a vender los smoothies con la invención de la licuadora (trituración).  El término smoothie propiamente dicho se utilizaba en recetas y marcas comerciales a mediados de la década de 1980.  En la década de 1960, Steve Kuhnau se inspiró en su trabajo como coctelero y empezó a experimentar con los smoothies. Eran una alternativa para que Kuhnau, intolerante a la lactosa, degustara sus propios brebajes con mezclas únicas de zumos de frutas, verduras, proteínas en polvo y vitaminas. Kuhnau descubrió pronto el éxito de sus ventas de batidos y fundó Smoothie King (en:Smoothie King). Smoothie King se expandió por todo Estados Unidos y sería pionero de otros negocios de batidos, como Jamba Juice.

## Controversias
Los smoothies son promocionados como una bebida con nutrientes beneficiosos para la salud, elaborada con fruta natural que aporta una gran cantidad energética. Su principal característica serían las vitaminas que contienen y que son bajos en calorías.[cita requerida]
La OCU, Organización de Consumidores y Usuarios de España, realizó un estudio de los productos comercializados como smoothies, cuyo resultado fue publicado en febrero de 2009. La organización avisa de que su consumo no equivale al de fruta fresca. Los análisis de los smoothies ofrecidos por marcas comerciales demuestran que estas aseguran que el producto equivale a una ración de fruta fresca cuando en realidad no alcanza cantidades mínimas de nutrientes tan característicos de la fruta fresca como la fibra y el ácido fólico. Aparte de los numerosos ingredientes no naturales presentes en la composición de los smoothies, se comprobó que los procesos de elaboración de estos productos implican unas mermas importantes de los nutrientes de las frutas de origen. Resultan además más caros que la fruta fresca.